# Kōji Seto
 (mars 2015).
Si vous disposez d'ouvrages ou d'articles de référence ou si vous connaissez des sites web de qualité traitant du thème abordé ici, merci de compléter l'article en donnant les références utiles à sa vérifiabilité et en les liant à la section « Notes et références ».
Kōji Seto (瀬戸 康史, Seto Kōji) est un chanteur et acteur japonais né le 18 mai 1988 à Fukuoka. 

## Biographie
C'est à l'âge de 15 ans que sa mère décide de l'inscrire à l'école Himawari où il étudie le théâtre, la danse et la musique. Il décroche son premier rôle en 2005 dans le drama, Rocket Boy et participe le 31 juillet de la même année à une audition de la Watanabe Entertainment afin de rentrer dans le groupe d'acteur connu sous le nom de D-Boys où il gagne le "Grand Prix 2nd Winner Award".
Il débute en tant que D-Boys en décembre 2005 lors d'un show tenu uniquement par des membres des D-Boys et déménage ensuite à Tokyo en 2006. C'est cette année-là qu'il débute dans la comédie musicale de Tenimyu (ou Prince of Tennis). C'est grâce à ce rôle que sa popularité va augmenter. 
Depuis, Seto Koji est apparu dans plusieurs séries et films, c'est son rôle dans le tokusatsu Kamen Rider Kiva qui lui fera démarrer une carrière de chanteur dans TETRA-FANG. 
Il fait aussi partie de l'unit D-Date avec 3 autres D-boys (Igarashi Shunji, Araki Hirofumi et Nakamura Yuichi) et Horii Arata.

## Filmographie
- 2006 : Hit Parade
- 2007 : Tonari no Yaoi-chan
- 2007 : Tenshi ga Kureta Mono
- 2008 : Kamen Rider Den-O & Kiva : Climax Deka : Wataru Kurenai
- 2008 : Shakariki
- 2008 : Kamen Rider Kiva : King of the Castle in the Demon World : Wataru Kurenai
- 2009 : Ju-On / Black Girl : Tetsuya
- 2010 : Kamen Rider × Kamen Rider Double & Decade : Movie War : Wataru Kurenai
- 2010 : Runway Beat / Ranwei bito
- 2011 : Drucker in the Dug-Out : Keiichiro Asano
- 2012 : Sadako 3D (貞子3D?) de Tsutomu Hanabusa (en) : Takanori Ando
- 2013 : Sadako 3D 2 (貞子3D2?) de Tsutomu Hanabusa (en) : Takanori Ando
- 2013 : Judge : Loup
- 2014 : I Don't Have Many Friends : Kodaka Hasegawa
- 2018 : Asako I & II (寝ても覚めても, Netemo sametemo?) de Ryūsuke Hamaguchi

## Télévision

### Dramas
- 2006 : Rocket Boys
- 2007 : Happy Boys
- 2007 : Abarenbo Mama
- 2008 : Kamen Rider Kiva : Wataru Kurenai
- 2008 : Koizora : Hiro Sakurai
- 2009 : Atashinchi no Danshi : Satoru Okura
- 2009 : Kamen Rider Decade : Wataru Kurenai
- 2009 : Otomen
- 2010 : Tumbling
- 2010 : Rinne no Ame : Shuhei Mikami
- 2010 : Nasake no Onna : Tomoya akagawa
- 2011 : Gou: Himetachi no Sengoku : Ranmaru Mori
- 2011 : Kurumi no Heya : Kentaro Mitamura
- 2011 : Shitsuren Hoken : Sho Kinoshita
- 2012 : Teen Court : Saburo takada
- 2012 : D x Town
- 2012 : Sleeping Jukujo : Yusuke Takaoka
- 2012 : Tokyo Airport : Air Traffic Service : Yuji Yamashita
- 2013 : Saito San 2 : Taizo Kosugi

### Émissions
- 2006 : Oha Suta
- 2006 : DD-BOYS
- 2007 : Thrill Night / Les États-Unis des Ikemen
- 2007 : Nekketsu ! Heisei Kyouiku Gakuin
- 2008 : 45th secret New Years Performance Tournament

## Comédies musicales
- Tenimyu / Prince of Tennis

## Photobooks
- Prince Series Photobook / Koji Seto (2007)
- Seto Book (2009)